# Komagataella

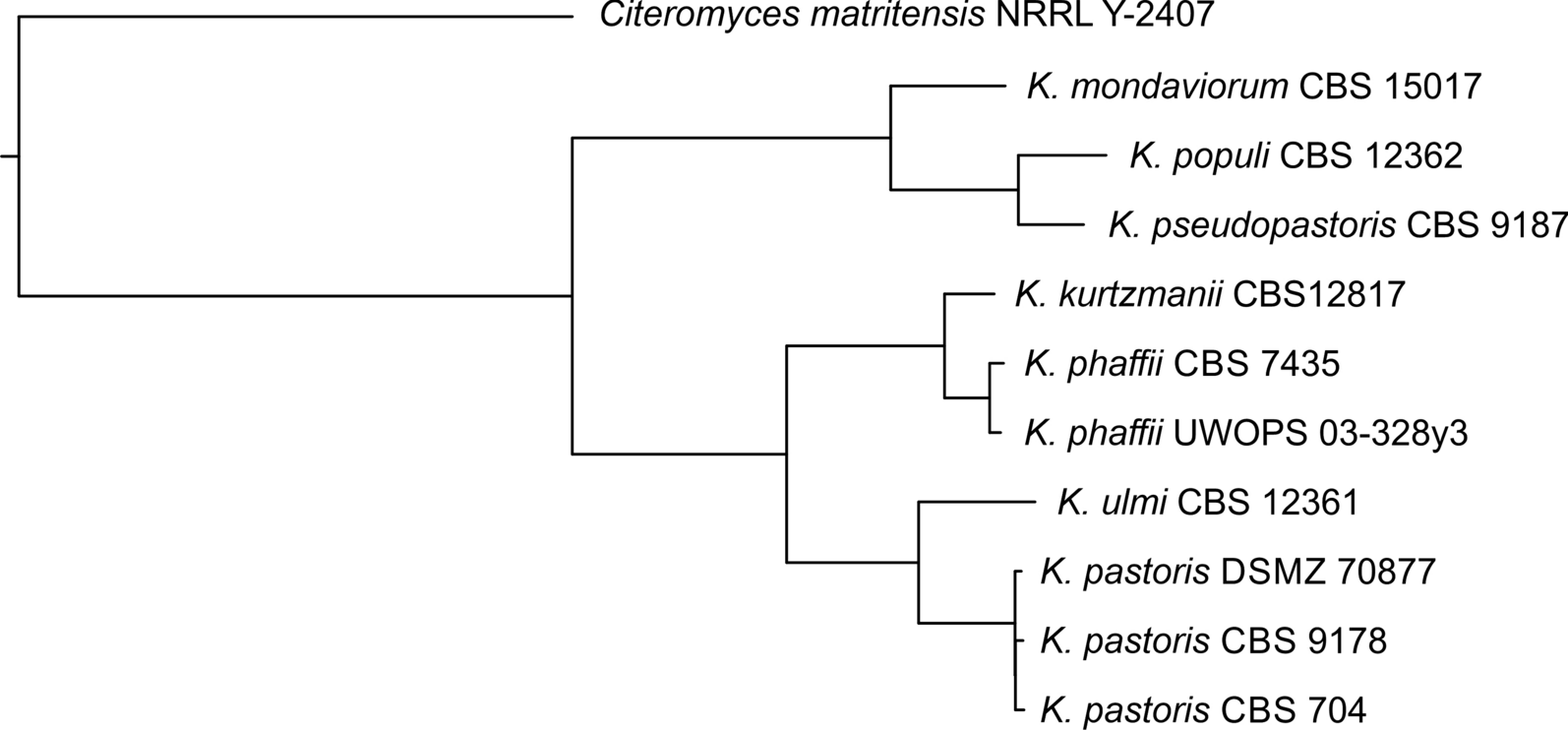
Филогенетическое дерево видов рода Komagataella

Komagataella (лат.) — род метилотрофных почкующихся дрожжей. Впервые представитель данного рода Pichia pastoris описан в 1960-х годах, тогда же охарактеризована способность этих дрожжей использовать метанол в качестве источника углерода и энергии. В 1995 году после филогенетического анализа, основанного на последовательности рибосомных РНК, P. pastoris отнесли к отдельному роду Komagataella с новым названием — Komagataella pastoris. Komagataella pastoris стали единственным представителем рода Komagataella. Дальнейшие исследования позволили выделить новые виды рода Komagataella. В настоящее время род Komagataella насчитывает 7 видов. По состоянию на 2023 год старое название Pichia все ещё может использоваться в биотехнологической литературе.
Важным представителем рода являются дрожжи Komagataella phaffii, которые широко используются в биологических исследованиях и биотехнологической отрасли в качестве модельного организма и продуцента рекомбинантых белков.

## Таксономия
Род Komagataella относится к малоизученному семейству почкующихся дрожжей Pichiaceae. По меньшей мере 30 видов этого семейства являются метилотрофами, они могут расти на метаноле в качестве единственного источника углерода, что не встречается ни у каких других дрожжей. Выделение отдельного рода, названного Komagataella, было предложено в 1995 году японскими учеными Yamada et al. при реклассификации метилотрофных дрожжей Pichia pastoris. Основанием для предложения нового рода послужил анализ расхождений в частичных последовательностях 18S и 23S рибосомных РНК. Род Komagataella является близким к роду Phaffomyces, относящемуся к тому же семейству. К роду Komagataella относятся семь видов:
- Komagataella kurtzmanii, G.I.Naumov, E.S.Naumova, Tyurin & Kozlov, 2013;
- Komagataella mondaviorum, G.I.Naumov, E.S.Naumova & K.L.Boundy-Mills, 2018;
- Komagataella pastoris, (Guillierm., 1919) Y.Yamada, M.Matsuda, K.Maeda & Mikata, 1995;
- Komagataella phaffii, Kurtzman, 2005 — применяются в промышленности и в научных исследованиях[9];
- Komagataella populi, Kurtzman, 2012;
- Komagataella pseudopastoris, Dlauchy, Tornai-Leh., Fülöp & G.Péter, 2003; Kurtzman, 2005;
- Komagataella ulmi, Kurtzman, 2012.

## В природе

### Естественная среда обитания
В природе дрожжи рода Komagataella встречаются на деревьях, например, каштанах. Они гетеротрофы и могут использовать для жизни несколько источников углерода, таких как глюкоза, глицерин и метанол. Однако они не могут использовать лактозу.

### Размножение
Дрожжи рода Komagataella могут использовать как бесполое, так и половое размножение путем почкования и с образованием аскоспор. Существуют два типа клеток Komagataella: гаплоидные и диплоидные клетки. В бесполом жизненном цикле гаплоидные клетки размножаются с помощью митоза. В половом жизненном цикле диплоидные клетки проходят процесс споруляции с мейотическим делением. Скорость роста колоний варьирует в широком диапазоне: от практически равной 0 до удвоения в течение часа, что является существенным достоинством для биотехнологического применения.